# Austin Berkley
Austin Berkley (sinh ngày 28 tháng 1 năm 1973) là một cựu cầu thủ bóng đá người Anh thi đấu ở vị trí tiền vệ chạy cánh. Đội bóng thành công nhất của ông là Shrewsbury Town, ghi có 174 lần ra sân trong 5 năm và ghi được 12 bàn.